# Guamka
Guamka (del ruso: Гуамка) es un jútor del raión de Apsheronsk del krai de Krasnodar, en Rusia. Está situado en las vertientes septentrionales del Cáucaso Occidental, en el curso medio del Kurdzhips, afluente del Bélaya, que lo es del Kubán, 25 km al sureste de Apsheronsk y 114 km al sureste de Krasnodar, la capital del krai. Tenía 316 habitantes en 2010
Pertenece al municipio Nizhegoródskoye.

## Economía y lugares de interés
Es un centro turístico enclavado entre los montes de Lago-Naki y la cordillera de Guamka, que caen en desfiladero sobre el curso del Kurdzhips en una extensión de 3 km. Durante la temporada estival, un ferrocarril de vía estrecha de uso turístico una la localidad con Mezmái, 8 km río arriba, construido en la década de 1930 con fines madereros. Es un lugar frecuentado por los aficionados a la escalada.

### Cañón de Guamka

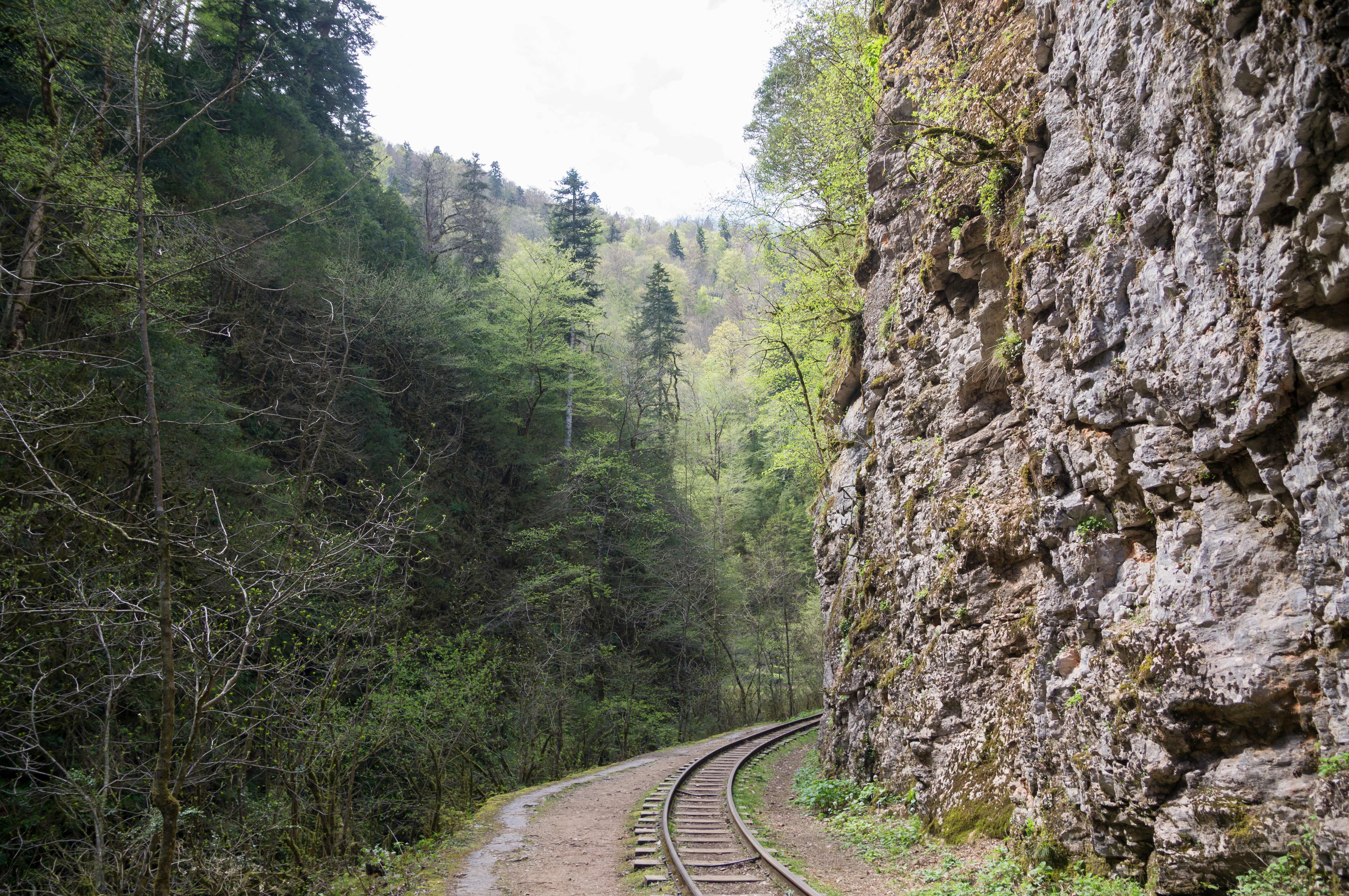
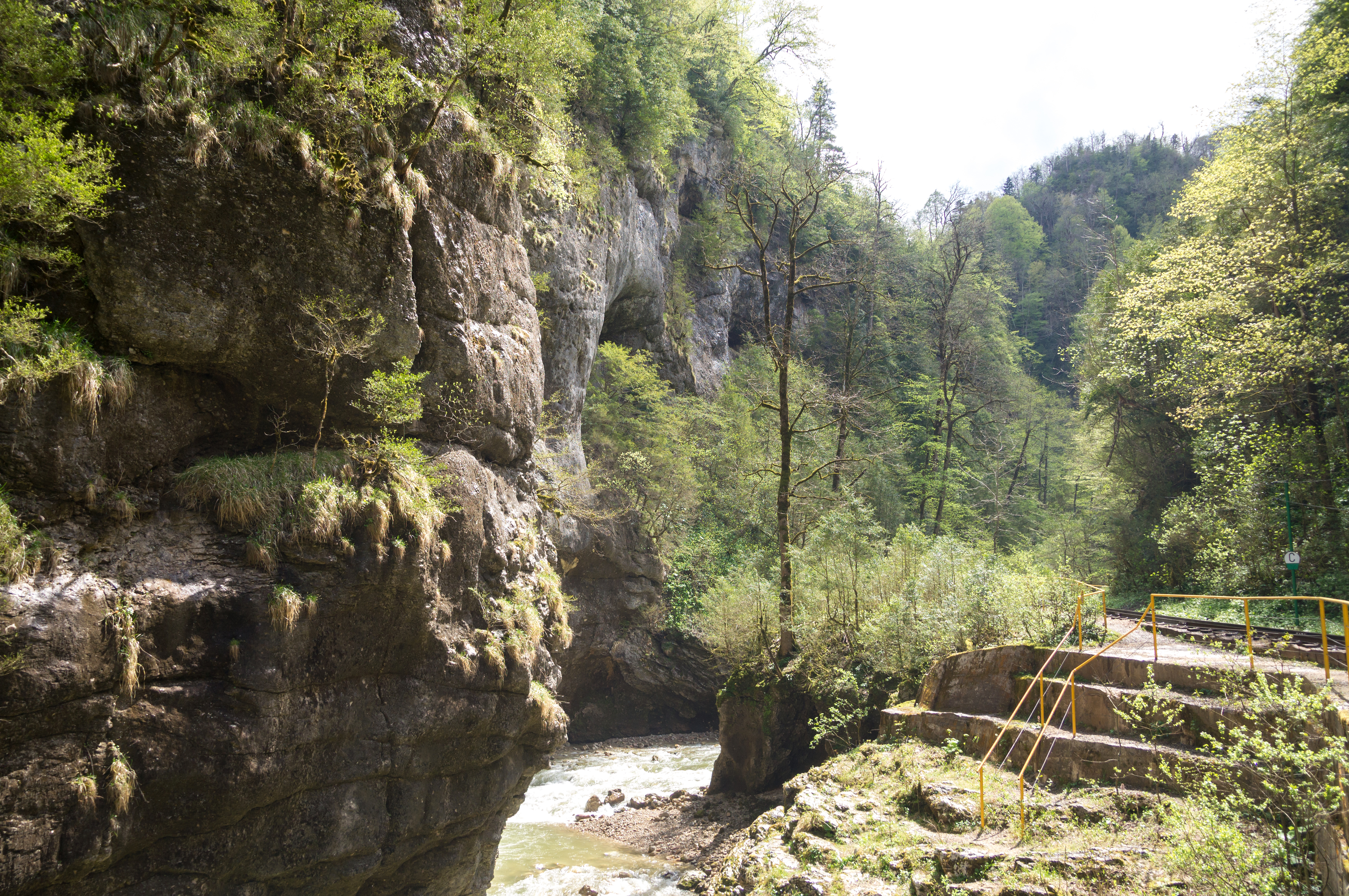
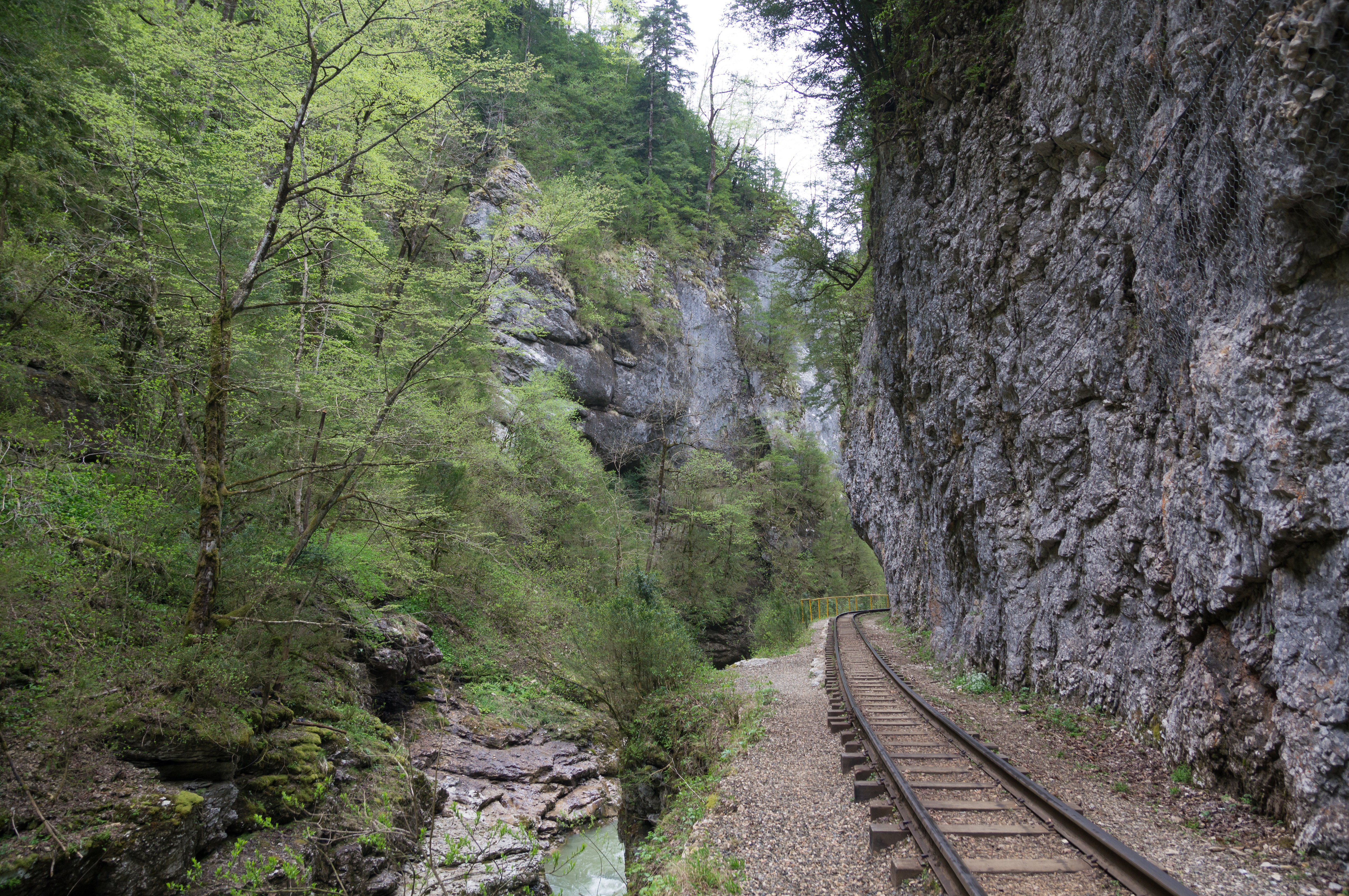
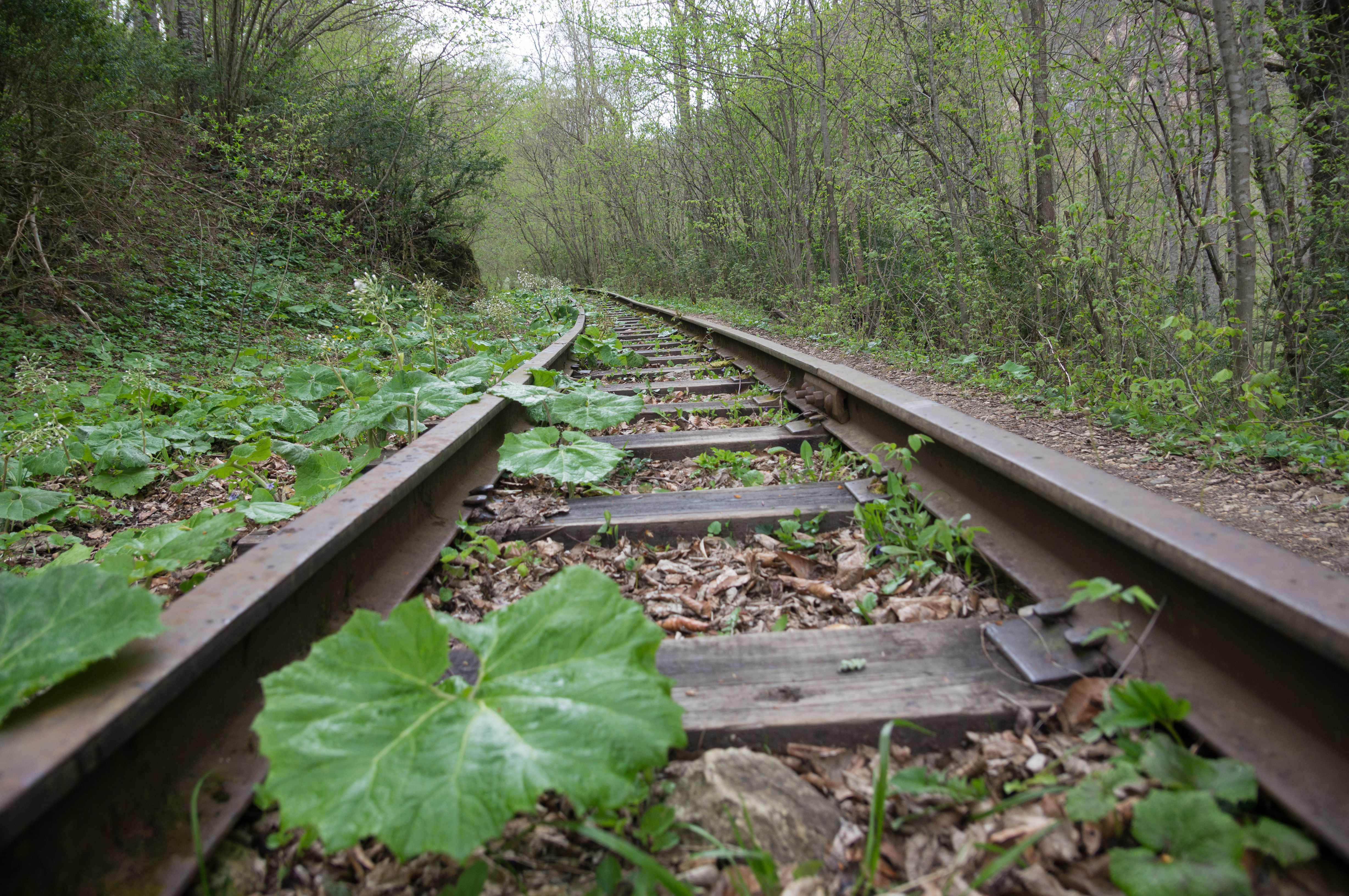